# Helige Ande, kom oss nära
Helige Ande, kom oss nära är en psalm med text och musik skriven 1976 av Bengt Eriksson.

## Publicerad i
- Segertoner 1988 som nr 684 under rubriken "Bibelvisor och körer".[1]